# 岩崎長世
岩崎 長世（いわさき ながよ、1807年〈文化4年〉 - 1879年〈明治12年〉）は、幕末から明治期の国学者。本姓は藤原。号は笛の舎・あそびのや。太郎（たろう）・右衛門と称し、松井 / 松居直太郎（まつい なおたろう）ともいった。
平田篤胤、のちに平田銕胤（篤胤養子）・本居内遠に学び、和歌・能楽に親しみ、篤胤の著述した『古史伝』の出版に力を尽くした。

## 人物
1807年（文化4年）、甲斐国の生まれ。和歌の師匠として妻とともに信濃国伊那郡の飯田に移り住む。それ以前は妻をともなって各地を遊歴していた。天保10年（1839年）、平田篤胤門下に入った。
当時、全国の富商・富農は、ほとんどが和歌、俳句、狂歌、漢詩のいずれかを用いて自己表現の場をもっており、そうしたサークルでは力量のある師匠を招いて指導させ、応分の謝礼を払うのが常であった。飯田に滞留することになった長世は美濃国中津川宿にも呼ばれ、安政5年（1858年）以降、しばしば中津川を訪れ、同地に平田国学を普及させた。これは、長世の居住地伊那谷においても同様であって、清内路村の原武右衛門、伊那郡座光寺村の北原稲雄、中津川の間半兵衛・馬嶋靖庵、飯田城下の奥村邦秀らはいずれも、安政6年（1859年）中の気吹舎入門者であり、全員が長世から和歌の指導を受けた各地の名望家であった。
平田国学に入門した人びとは、さしせまる日本の危機を救うためには平田篤胤の教えを広く浸透させるべく、気吹舎出版物の購入や頒布・販売、そしてまだ上木（出版）されていない篤胤原稿の出版・刊行をめざした。万延元年（1860年）4月に刊行された『弘仁歴運記考』は北原稲雄の出資による。つづいて篤胤の主著『古史伝』の上木運動が始まり、これは文久2年（1862年）以降、長世が指導し、北原・原・馬嶋のほか、北原の弟今村信敬（今村豊三郎）、大河原村の前島八郎九郎、田島村の前沢弥一右衛門、山吹村の片桐春一郎、伴野村の竹村多勢子（松尾多勢子）、中津川の市岡殷政らが中心となって加わる大事業となった。最初の4巻が文久3年（1863年）7月、つづいて文久3年10月、元治元年（1864年）5月、元治元年11月にそれぞれ数巻ずつ上木され、多額の資金を集めつつきわめて迅速に刊行が進んだ。
なお、この間、万延元年（1860年）10月、朝廷は和宮の江戸降嫁を正式に発表し、翌文久元年（1861年）、東下の途に就いたが、このとき長世は平田銕胤に対し詳細な書状を送っており、和宮降嫁行列の荷物運搬にかり出される北越の助郷人足が、3日食事を与えられぬどころか、逃亡者を竹で打ち付けたり、鉄砲で撃つなど言葉にできないほどの仕打ちを受けたことを伝えている。
文久3年（1863年)1月、平田国学の指導者平田銕胤・延胤父子の上洛と出羽国久保田藩による国事斡旋命令は、平田派の人びとに、奉勅攘夷の運動を下からさらに促進するのに絶好の好機ととらえさせ、全国各地から続々と国学の徒が京都に集まった。こうしたなか、同年2月22日、京都等持院にあった室町幕府初代将軍・足利尊氏、2代・義詮、3代・義満の木像の首と位牌が持ち出され、賀茂川の河原に晒される足利三代木像梟首事件が主として平田派の人びとによって引き起こされた。松尾多勢子はこの件に関しては関与していなかったが、中津川から京都まで、他の平田派の人びと行動をともにしており、京都守護職松平容保による全員捕縛の方針にかかわらず、多勢子自身はからくも難をのがれた。
長世は、この事件以来、飯田における平田国学の中心人物であるとの嫌疑を飯田藩当局からかけられ、この地にはいづらくなったため、ほどなく京都にのぼったが、元治元年（1864年）7月の禁門の変によって自宅を焼亡し、今度は大坂に移って町人たちを相手に国学を講じた。
明治維新後は、住吉神社少宮司、京都豊国神社宮司兼大講義、大阪難波稲荷神社祠官をつとめた。著書に『神字彙』などがある。
明治12年（1879年）、73歳で死去した。